# Euphorbia arahaka
Euphorbia arahaka ist eine Pflanzenart aus der Gattung Wolfsmilch (Euphorbia) in der Familie der Wolfsmilchgewächse (Euphorbiaceae).

## Beschreibung
Die sukkulente Euphorbia arahaka bildet Bäume bis 3 Meter Höhe aus. Über einen bis 2 Meter hohen und 20 Zentimeter Durchmesser erreichenden Stamm verzweigen sich die Triebe dicht in Wirteln. Die Zweige sind in 10 bis 15 Zentimeter lange, leicht abgeplattete Abschnitte gegliedert, die bis 3 Millimeter dick werden. Die sitzenden Blätter werden bis 9 Millimeter lang und 3 Millimeter breit. Sie sind kurzlebig und hinterlassen deutliche Blattnarben.
Es werden einfache und endständige Cymen gebildet, die sehr dicht an einem 3 Millimeter langen Stiel stehen. Die männlichen Cyathien stehen ebenfalls sehr dicht und erreichen 4 Millimeter im Durchmesser. Von den weiblichen Cyathien stehen immer ein bis zwei nebeneinander und sie werden etwa 2 Millimeter im Durchmesser groß. Die Nektardrüsen sind elliptisch geformt und die kugelförmigen Früchte werden 8 Millimeter groß und stehen an einem 6 Millimeter langen Stiel. Der längliche Samen wird 4,5 Millimeter lang und 3,5 Millimeter breit.

## Verbreitung und Systematik
Euphorbia arahaka ist im Südosten von Madagaskar bei Taolanaro verbreitet.
Die Art steht auf der Roten Liste der IUCN und gilt als nicht gefährdet (Least Concern).
Die Erstbeschreibung der Art erfolgte 1912 durch Henri Louis Poisson im Rahmen seiner Doktorarbeit.